# Glenmont
Glenmont és una població dels Estats Units a l'estat d'Ohio. Segons el cens del 2000 tenia 283 habitants.

## Demografia
Segons el cens del 2000, Glenmont tenia 283 habitants, 115 habitatges, i 73 famílies. La densitat de població era de 404,7 habitants/km².
Dels 115 habitatges en un 33% hi vivien nens de menys de 18 anys, en un 55,7% hi vivien parelles casades, en un 5,2% dones solteres, i en un 36,5% no eren unitats familiars. En el 28,7% dels habitatges hi vivien persones soles el 16,5% de les quals corresponia a persones de 65 anys o més que vivien soles. El nombre mitjà de persones vivint en cada habitatge era de 2,46 i el nombre mitjà de persones que vivien en cada família era de 3,12.
Per edats la població es repartia de la següent manera: un 26,5% tenia menys de 18 anys, un 7,1% entre 18 i 24, un 30,4% entre 25 i 44, un 20,5% de 45 a 60 i un 15,5% 65 anys o més.
L'edat mediana era de 36 anys. Per cada 100 dones de 18 o més anys hi havia 90,8 homes.
La renda mediana per habitatge era de 34.531 $ i la renda mediana per família de 43.750 $. Els homes tenien una renda mediana de 30.208 $ mentre que les dones 25.156 $. La renda per capita de la població era de 17.001 $. Aproximadament el 4,9% de les famílies i l'11,4% de la població estaven per davall del llindar de pobresa.

## Poblacions més properes
El següent diagrama mostra les poblacions més properes.